# واچه هوسپیان
واچه آرتاشسی هوسپیان (ارمنی: Վաչե Արտաշեսի Հովսեփյան؛ ۱۷ سپتامبر ۱۹۲۵ – ۱ دسامبر ۱۹۷۸) نوازنده دودوک و هنرمند محبوب شناخته شده اهل ارمنستان بود.

## زندگی‌نامه
وی در سال ۱۹۵۱ از کنسرواتوار رومانوس ملیکیانایروان فارغ‌التحصیل شد. در سال ۱۹۴۵ وی به عنوان یک موسیقی‌دان محبوب شروع به اجرای موسیقی فولک و عامه‌پسند ارمنی در رادیو ایروان نمود. وی برای ترانه‌هایی همچون «Էստոնական Երգ» (سروده واهان دریان)، «Իրիկնաժամին» (سروده سیلوا کاپوتیکیان)، «Երեքնուկ» (سروده بارویر سواگ) و دیگران آهنگسازی نمود. وی همچنین در تورهای ارمنستان، اتحاد شوروی و جهانی اجراهای زنده داشته‌است. همراه با آندرانیک آسکاریان بخش‌های دودوک ترانه «The Feeling Begins» از آلبوم موسیقی «مصاحب» Passion ساخته پیتر گابریل برای فیلم آخرین وسوسه مسیح (فیلم)، مارتین اسکورسیزی را اجرا نمود.

## نگارخانه

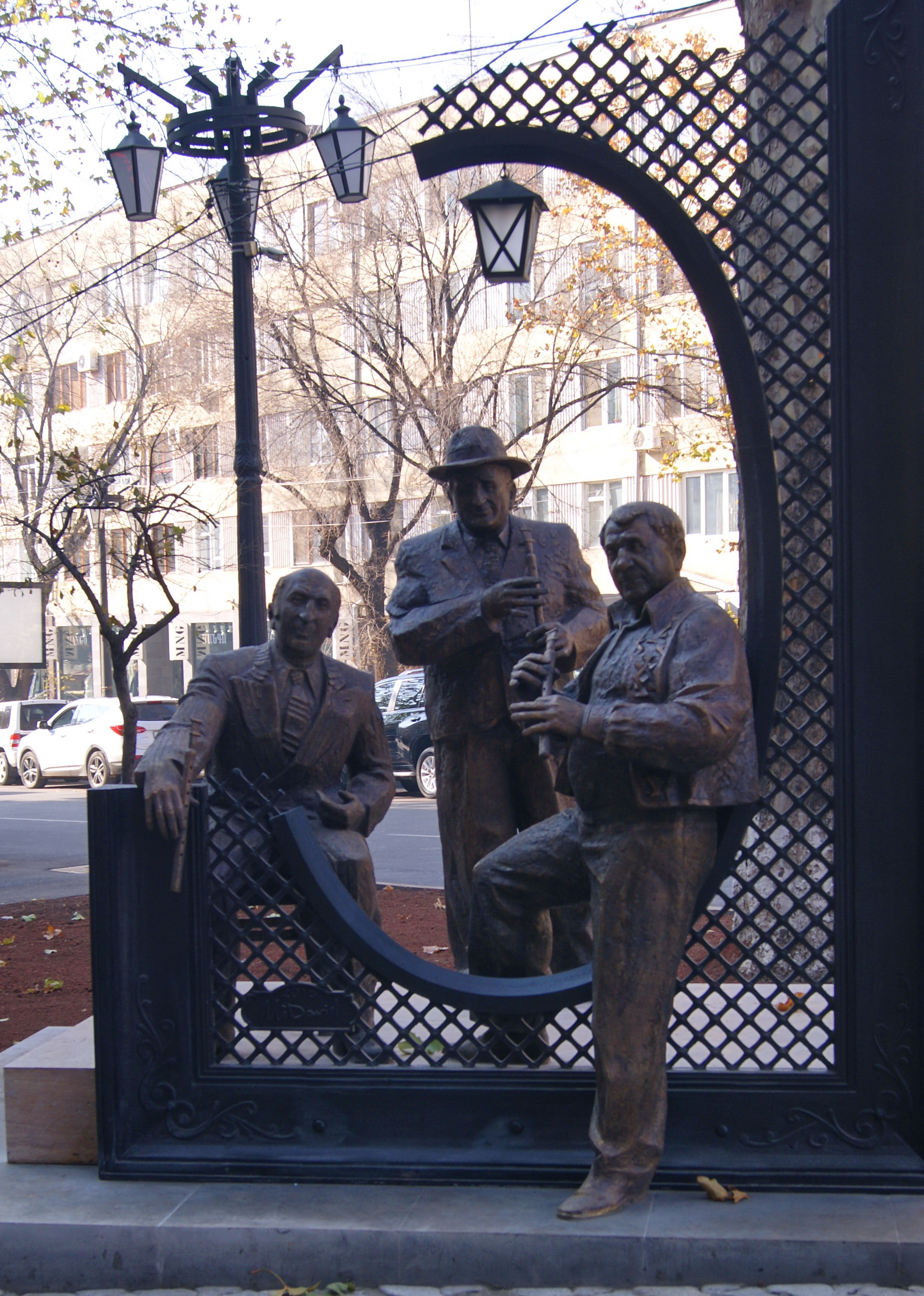